# Pritchardia hardyi
Pritchardia hardyi là loài thực vật có hoa thuộc họ Arecaceae. Loài này được Rock miêu tả khoa học đầu tiên năm 1921.

## Hình ảnh

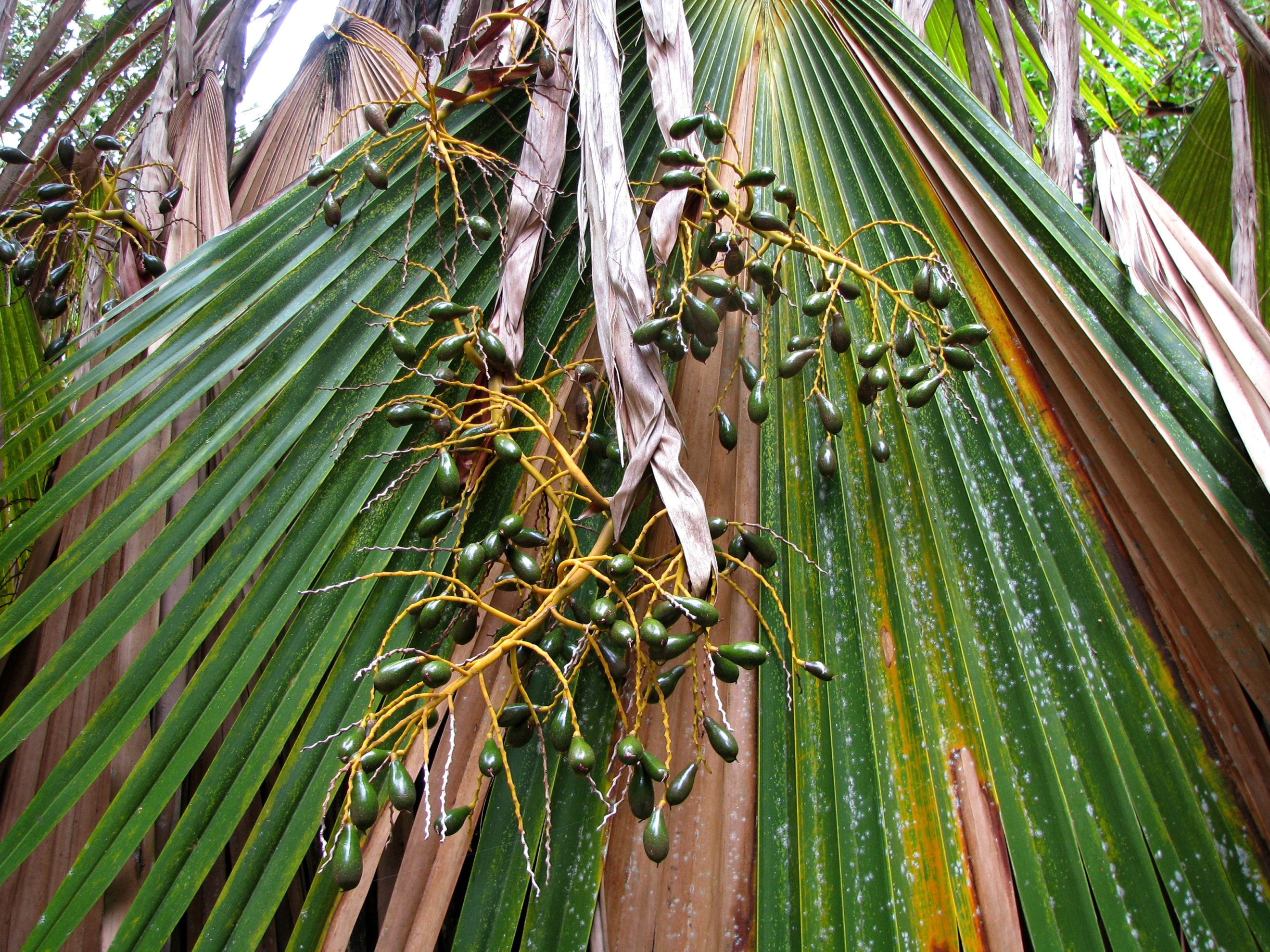
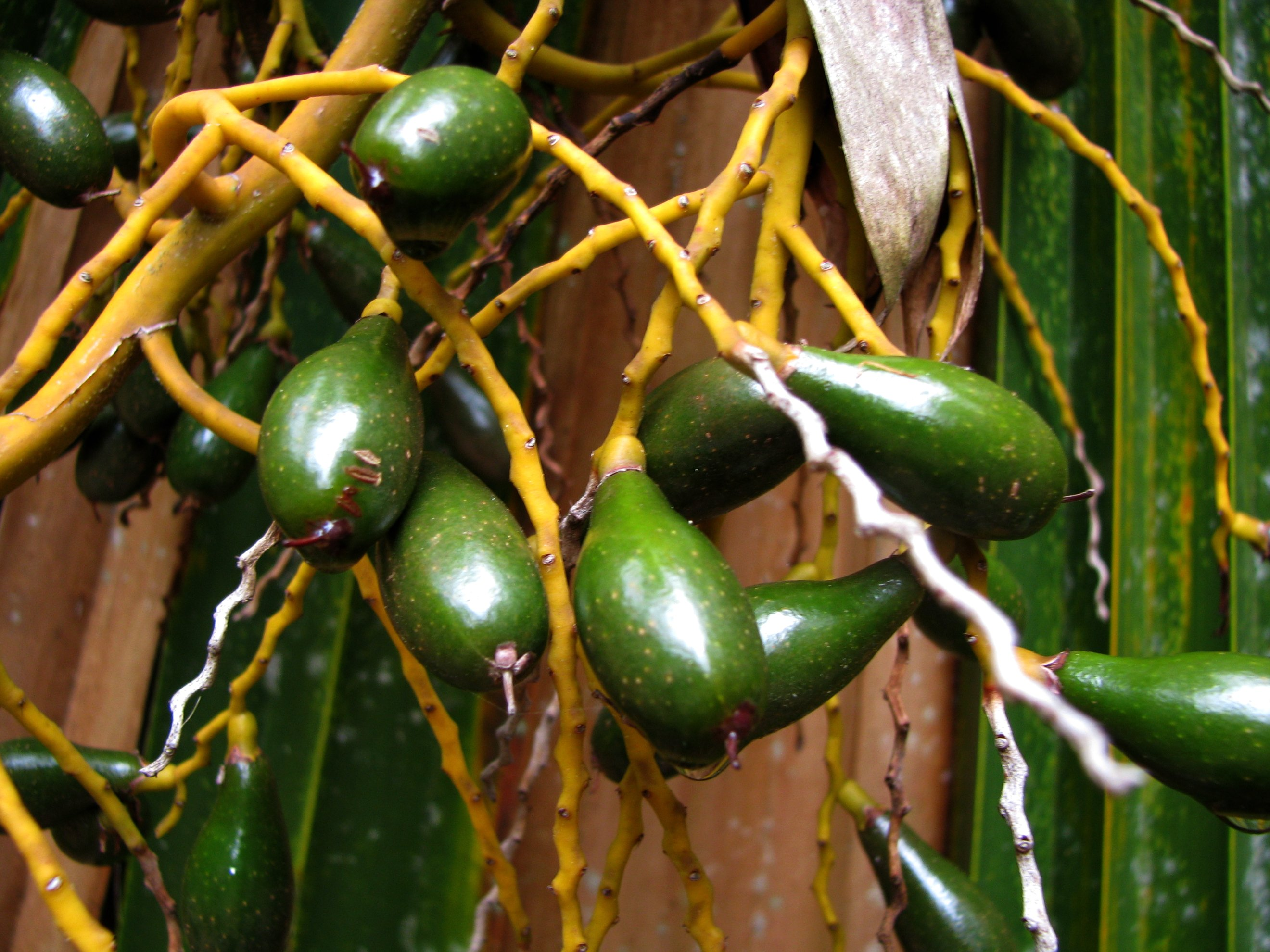
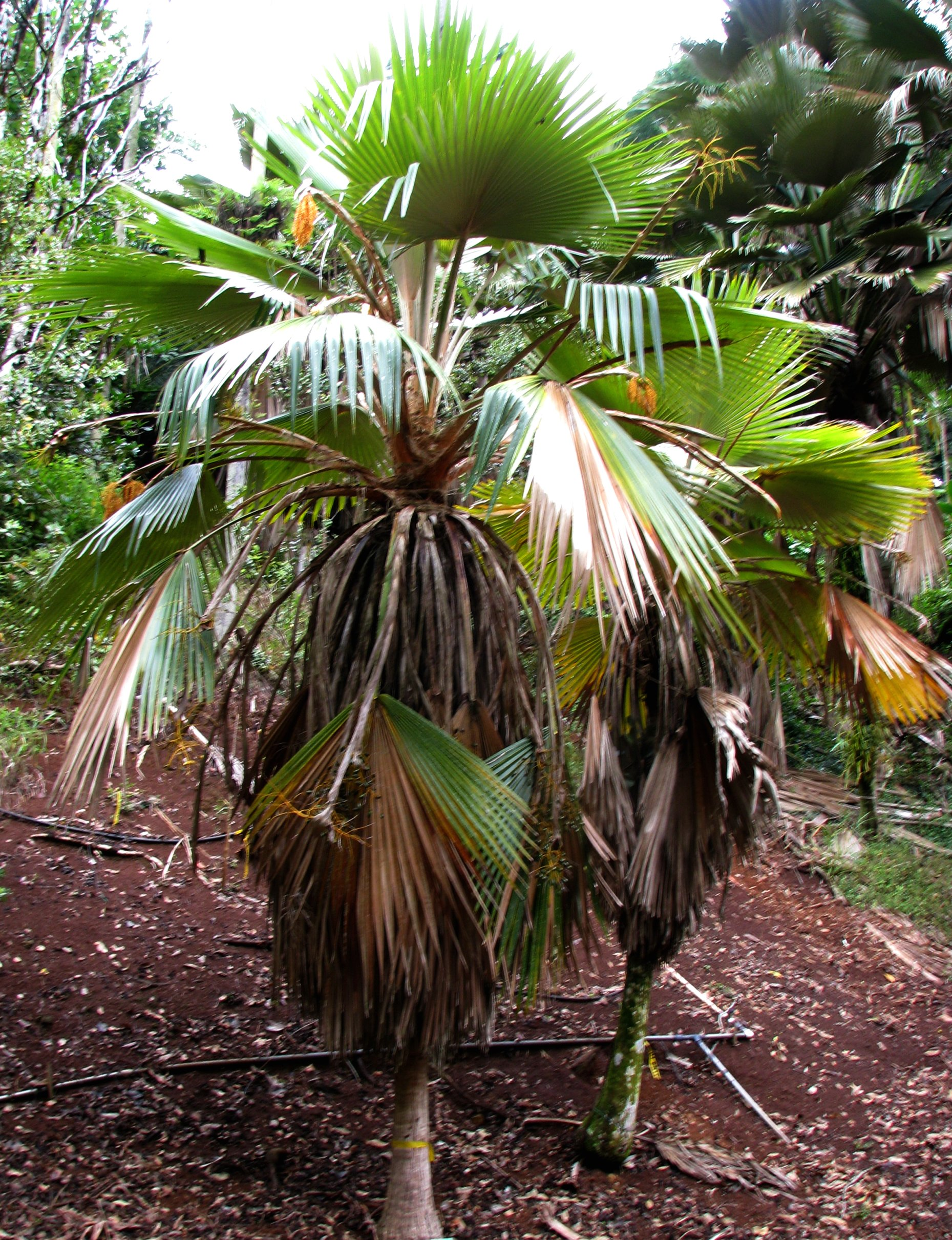